# Levin Rauch
Pour les articles homonymes, voir Rauch.
Le baron Levin Rauch de Nyék (né le 6 octobre 1819 et mort le 25 août 1890 au château de Lužnica près de Zaprešić) est un noble croate et homme politique austro-hongrois nommé ban du royaume de Croatie-Slavonie de 1867 à 1871. Il est connu pour avoir assuré la victoire du Parti unioniste au parlement de Croatie en modifiant la loi électorale et supprimant ceux qui étaient en mesure de voter.

## Biographie
Levin Rauch est le fils du baron Dániel Rauch de Nyék (1778–1831) et de son épouse Erzsébet née Farkas de Nagyjóka (1787–1858). Son grand-père, Pál Rauch de Nyék, colonel de l'Armée impériale, a reçu le titre de baron (Freiherr) des mains de l'impériatrice Marie-Thérèse en 1773. Il est le père du baron Pavao Rauch, ban de Croatie-Slavonie de 1908 à 1910.
En 1841, il est l'un des membres fondateurs du Parti unioniste hongrois-croate (Hrvatsko-ugarske stranke) qui préconise l'intégration de la Croatie dans la monarchie de Habsbourg et lutte contre l'illyrisme et l'édification de la nation croate (Hrvatski narodni preporod). Après les révolutions de 1848, la Croatie sous le ban Josip Jelačić devient un territoire attaché à la couronne des Habsbourg et séparé du royaume de Hongrie. 

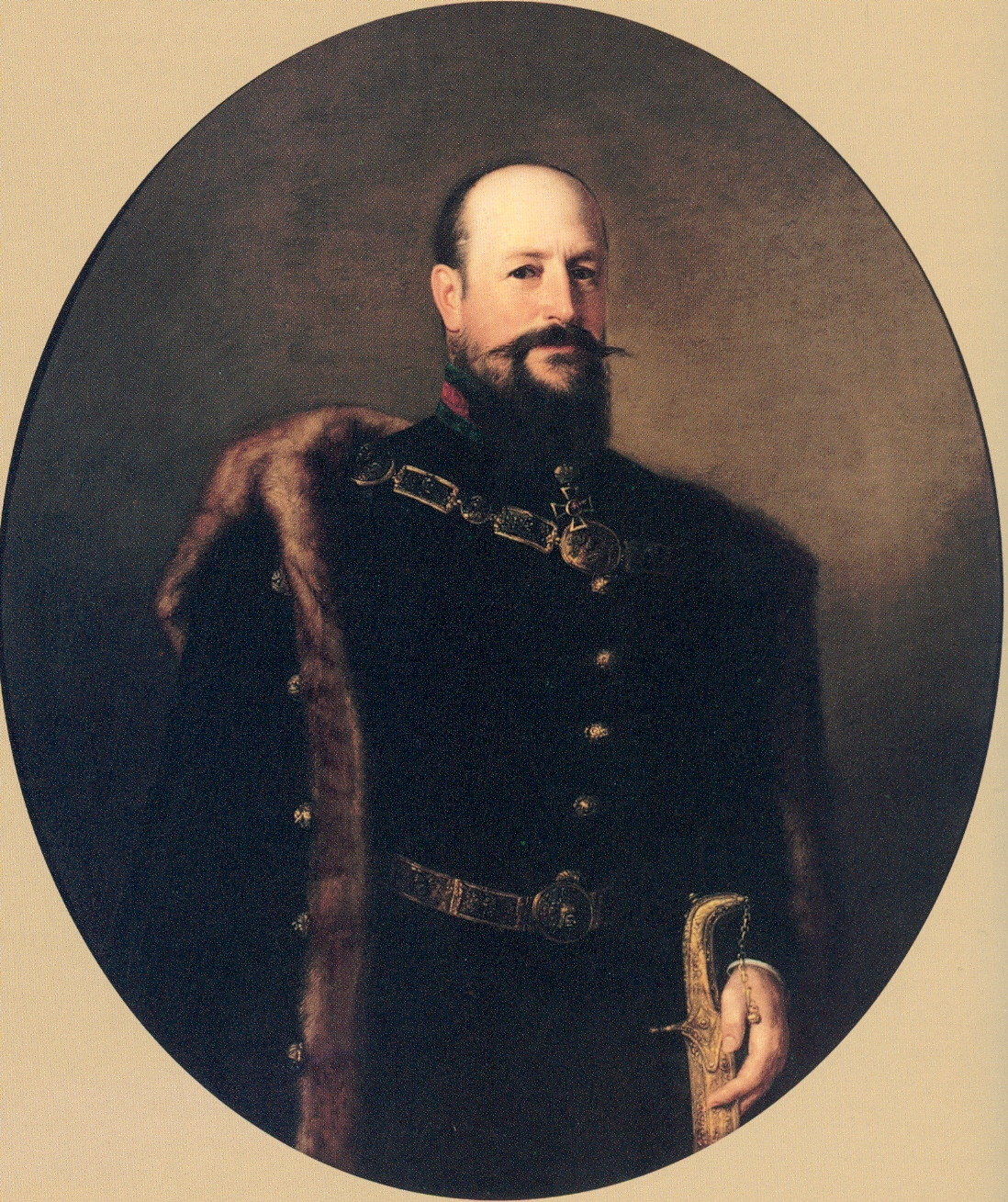
Portrait, vers 1871.

Lors de la signature du compromis austro-hongrois (Ausgleich) en 1867, l'Autriche-Hongrie est créée et Rauch est nommé ban de Croatie-Slavonie de façon intérimaire le 27 juin 1867. Ainsi fut supprimée l'autonomie croate au sein des pays de la Couronne de saint Étienne. 
À la suite du compromis croato-hongrois négocié en 1868, la Croatie recouvre une partie de son autonomie, mais perd dans le même temps certains autres droits. Rauch est nommé officiellement ban de Croatie-Slavonie le 8 décembre 1868. Contre l'opposition du Parti croate nationaliste, il a réussi à réunir une majorité unioniste au parlement croate (Sabor) par l'implementation d'un code électoral modifié et également par l'intensification des pressions. Confronté à des reproches de l'abus de pouvoir, il reste en fonction jusqu'à sa démission le 26 janvier 1871.